# Anisoplia venusta
Anisoplia venusta är en skalbaggsart som beskrevs av Baraud 1991. Anisoplia venusta ingår i släktet Anisoplia och familjen Rutelidae. Inga underarter finns listade i Catalogue of Life.